# Cor Veleno
I Cor Veleno sono un gruppo musicale hardcore hip hop italiano, costituito dal produttore Squarta e dai rapper Grandi Numeri e Primo Brown, quest'ultimo scomparso nel 2016.

## Storia del gruppo

### Primi anni
Il primo nucleo del collettivo nasce nel 1993 composto da Primo Brown e Grandi Numeri che suonano allo Zulu Party, manifestazione hip hop romana svoltasi al Palladium.
Primo Brown, Grandi Numeri e Detor (DJ e compositore dei primi beat del gruppo, al quale successivamente subentrò Squarta), pubblicarono nel 1998 il loro primo singolo, 21 Tyson, nel mixtape La banda der trucido. La traccia ottiene un notevole riscontro a livello underground e viene incluso in altre raccolte. Il brano successivo è Incompatibile, un pezzo realizzato in collaborazione con Piotta in memoria di MC Giaime. Dopo questi singoli che ottengono un buon successo di critica, aprono i live di gruppi statunitensi come De La Soul e Wu-Tang Clan.

### Esordio
Nel 2001 debuttano con il loro primo album Rock 'n' Roll, di cui alcuni brani vengono pubblicati per la colonna sonora del film Ultimo stadio, del regista Ivano De Matteo. Nel 2004 escono con Heavy metal, una ideale prosecuzione del loro primo lavoro. Al disco partecipa in qualità di ospite Tormento ex Sottotono. Lo stesso anno vincono il premio MC Giaime per due categorie: miglior testo per Un mestiere qualunque e miglior brano per Le guardie, i pompieri e l'ambulanza. Nello stesso periodo è inoltre uscito Bomboclat, pubblicato a nome Primo & DJ Squarta e al quale hanno preso parte Grandi Numeri, Amir, Danno (Colle der Fomento), i Club Dogo, Turi e Tormento.

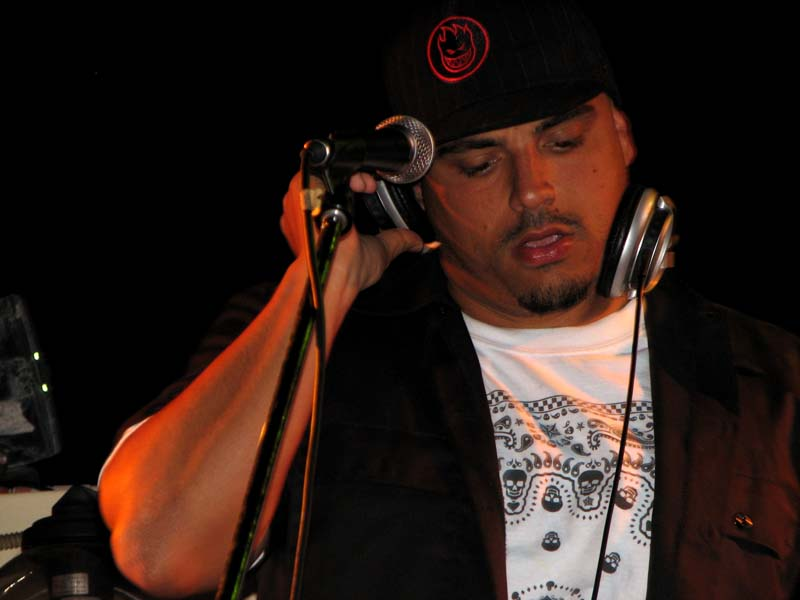
DJ Squarta nel 2007

Nel 2005 vengono invitati allo Splash!-Festival in Germania come unico gruppo rap italiano. Per la prima volta l'hip hop italiano partecipa a questo evento e i Cor Veleno calcano lo stesso palco di artisti come i Saïan Supa Crew, Dilated Peoples, Smif-n-Wessun e Nas.
Dopo aver lavorato con loro in una jam session in studio di registrazione, il cantautore Jovanotti li vuole come gruppo di spalla per il suo tour affidandogli la prima mezz'ora di apertura del suo spettacolo. Dalla session in studio invece è nato il brano Cose pericolose, presente nell'edizione speciale dell'album di Jovanotti Buon sangue. Sempre nel 2005 sono stati il gruppo di apertura per le date italiane del rapper statunitense 50 Cent, per il gruppo nu metal Linea 77, i Gogol Bordello e Manu Chao.

### Nuovo nuovoeBuona pace
All'inizio del 2006 firmano un contratto per Sony Music, per la quale pubblicano il terzo disco ufficiale del gruppo dal titolo Nuovo nuovo, uscito il 16 febbraio 2007 per Sony/BMG Ricordi, che ha tra gli ospiti Roy Paci, Tormento e i Kitsch.
Tra il 2007 e il 2008 partecipano ai live di Roy Paci, assieme al quale scrivono una canzone Tango Mambo Jambo presente sull'album SuoNoGlobal di Roy Paci & Aretuska.
Nel 2008 esce il secondo album firmato Primo & Squarta, Leggenda per Cor Veleno Records, a cui hanno preso parte Grandi Numeri, Amir, MadBuddy, Cico (ex-componenti dei Roy Paci & Aretuska) e Ibbanez. Dall'album vengono estratti i singoli Sotto Shock, Spigne e Rock'n'roll Gangsta.
Il 2 luglio 2009 inizia a circolare in rete un brano intitolato L'imbastita, mentre il 10 agosto è stato pubblicato su YouTube il videoclip del brano Falso, a cui ha fatto seguito l'EP Pace armata, uscito il 17 dicembre per il download gratuito. Dal 7 maggio 2010 è in rotazione in tutte le radio L'odore del mare, singolo apripista dell'album Buona pace appunto, che ha debuttato alla posizione #84 della classifica ufficiale FIMI.
Nel 2010 partecipano alle riprese del film di Aureliano Amadei 20 sigarette (presentato fuori concorso alla 67ª Mostra internazionale d'arte cinematografica di Venezia) in un cameo, interpretando se stessi. Nel dicembre 2010 esce il terzo album a nome Primo & Squarta intitolato Qui è selvaggio, che ha visto la collaborazione con rapper della scena romana e non.

### Ultimi anni
Nel luglio 2012 Primo Brown ha pubblicato per l'etichetta Latlantide l'album Fin da bambino assieme a Ibbanez, le tracce sono state prodotte da Ill Grosso e mixate da Squarta.
Nel 2014 Primo Brown, insieme ad Egreen, collabora con il rapper Jesto nel brano Vorresti fare il rapper? estratto dal album Supershallo 2.
Nel mese di settembre 2014 Primo Brown ha annunciato il proprio ritiro dalle scene musicale a causa di problemi di salute, gli stessi che lo hanno portato alla morte nella notte tra il 31 dicembre 2015 e il 1º gennaio 2016.
Nel corso del 2018 il gruppo ha pubblicato i singoli Shut Tha Fuck Up e Tutta la vita con i relativi video ufficiali che annunciano l'uscita del nuovo album di inediti dei Cor Veleno Lo spirito che suona, pubblicato il 26 ottobre 2018.
Il 25 marzo 2022, esce l'album Meme K Ultra, composto insieme ai Tre Allegri Ragazzi Morti.
Il 15 marzo 2024, viene pubblicato l'album Fuoco sacro, anticipato dalla title track del disco (in collaborazione con i Colle der Fomento), nonché dai singoli La novità (con Mostro), Comfort zone (con Marlon Peroza) e Pallottole sull'amore (con Fabri Fibra).

## Formazione
Attuale
- Grandi Numeri – rapping (1993-presente)
- DJ Squarta – produzione (1993-presente)
- Gabriele "Gabbo" Centofanti – basso, produzione (2006-presente)

Ex componenti
- Primo Brown – rapping (1993-2015)

## Discografia
- 1999 – Sotto assedio
- 2001 – Rock 'n' Roll
- 2004 – Heavy metal
- 2007 – Nuovo nuovo
- 2010 – Buona pace
- 2018 – Lo spirito che suona
- 2022 – Meme K Ultra (con i Tre Allegri Ragazzi Morti)
- 2024 – Fuoco sacro

## Filmografia
- Zora la vampira, regia dei Manetti Bros. (2000)
- Ultimo stadio, regia di Ivano De Matteo (2002)
- 20 sigarette, regia di Aureliano Amadei (2010)